# Brian Driscoll
Brian Driscoll es un funcionario gubernamental estadounidense que se desempeñó como director del Buró Federal de Investigaciones (FBI) interino, del 20 de enero al 21 de febrero de 2025. Es agente especial del FBI desde 2007. Recibió la Medalla al Valor del FBI y el Escudo de Valentía del FBI.

## Educación y carrera antes del FBI
Tiene un título de grado en inglés de la Universidad Villanova y una maestría en políticas públicas y relaciones internacionales de la Universidad Pepperdine. Antes de su carrera en el FBI, fue agente especial del Servicio de Investigación Criminal Naval (NCIS).

## Carrera en el FBI
En 2007, se unió al Buró Federal de Investigaciones (FBI) como agente especial. Primero fue asignado a la oficina de campo de Nueva York, donde trabajó sobre el crimen organizado y más tarde se convirtió en miembro del equipo SWAT regional. En 2011, fue seleccionado para el Equipo de Rescate de Rehenes, la unidad táctica de élite de la agencia, sirviendo en el Escuadrón Azul. En este papel, participó en dos redadas notables. Primero, en 2013, su unidad fue enviada a Alabama y salvó con éxito a un niño de cinco años que había sido tomado como rehén en un búnker. Dos años después, formó parte de una redada en Siria junto con la Fuerza Delta , involucrado en los esfuerzos de rescate de Kayla Mueller, quien había sido tomada como rehén por el Estado Islámico. La operación condujo a la eliminación de un alto miembro del Estado Islámico y a la captura de su esposa.
Regresó a Nueva York en 2019 para trabajar como agente especial supervisor para establecer y dirigir dos grupos de trabajo conjuntos sobre delitos violentos, explotación infantil y trata de personas. En 2020, Driscoll fue transferido a la Fuerza de Tarea Conjunta contra el Terrorismo de Nueva York para liderar el escuadrón de investigaciones de terrorismo internacional del norte de África. Posteriormente, fue ascendido a agente especial adjunto a cargo de la División de Terrorismo Extraterritorial del Grupo de Trabajo Conjunto contra el Terrorismo de Nueva York. Fue ascendido en 2022 a jefe del Equipo de Rescate de Rehenes y jefe de la sección táctica del Grupo de Respuesta a Incidentes Críticos.

### Director interino del FBI
Tras las elecciones presidenciales de Estados Unidos de 2024, el equipo de transición de Trump le pidió a Driscoll que se desempeñara como director adjunto del FBI bajo el mando de Robert Kissane como director interino. Sin embargo, tras la toma de posesión de Donald Trump en enero de 2025, Driscoll se convirtió en director interino del FBI porque el sitio web de la Casa Blanca lo «enumeró incorrectamente» como director interino y a Kissane como director adjunto. «En lugar de corregir el error, ambos intercambiaron sus roles temporales en el FBI», según The Wall Street Journal.
El 31 de enero de 2025, como parte de una terminación masiva planificada, ampliamente descrita por los medios de comunicación como una «purga» de funcionarios encargados de hacer cumplir la ley federal bajo la segunda administración de Trump, se ordenó al FBI bajo Driscoll despedir a ocho altos ejecutivos y compilar una lista de potencialmente miles de otros empleados involucrados en investigaciones derivadas del asalto al Capitolio de los Estados Unidos de 2021, estrechamente vinculado a Donald Trump. Driscoll dijo que la lista de dichos empleados lo incluía a él mismo y al subdirector interino Kissane. La orden provino de Emil Bove, un abogado que había sido abogado defensor de Trump en su caso penal en Nueva York, que se convirtió en el fiscal general adjunto interino de la segunda administración Trump. Driscoll se negó a respaldar el esfuerzo de purgar agentes y se opuso «con tanta fuerza que algunos funcionarios del FBI temieron que lo despidieran». Fue elogiado en un mensaje que circuló ampliamente entre el personal del FBI.